# Червоний форт (Делі)
Черво́ний форт (англ. The Red Fort, гінді लाल क़िला, урду لال قلعہ — «Лал-Кіла») — історична цитадель міста Делі епохи Імперії Великих Моголів. Була закладена 16 квітня 1639 року Шахом Джаханом, який переніс сюди, у Шахджаханабад, столицю держави з Агри. Будівництво завершилося в 1648 році, того ж дня — 16 квітня.
З північного заходу Червоний форт примикає до старішої фортеці Салімґарг. Периметр цегляно-червоної стіни, яка дала назву форту, становить 2500 м. Висота коливається від 16 метрів з боку річки Ямуна до 33 метрів з боку міста.
У березні 1783 року фортом опанували сикхи, в 1857 році — сипаї. У день здобуття незалежності Індією в стінах форту прем'єр-міністр Індії зачитав звернення до народу.
На території форту розташована Перлова мечеть.